# Union Sportive Tunisienne
Union Sportive Tunisienne (arabisch الاتحاد الرياضي التونسي،) ist ein traditionsreicher tunesischer Fußballverein aus der Hauptstadt, der tief in der jüdischen Gemeinde von Tunis und Umgebung verwurzelt ist, 1917 gegründet wurde und Blau-Weiß als Vereinsfarben hat.
Die Herrenmannschaft wurde 2004 aufgelöst. Nach dem Abstieg in die zweite Liga im Jahr 1971 und einem weiteren Abstieg in die dritte Liga 1979 verbrachte die Herrenmannschaft die folgenden Jahre in den unteren Ligen und wurde nach fast neun Jahrzehnten des Bestehens aufgelöst. Davor feierte man vor allem in den Dreißigern große Erfolge und wurde mehrfach Landesmeister und Pokalsieger. Die Vereinslegende André Tuil gilt als bedeutendster jüdischer Nationalspieler der tunesischen Fußballgeschichte.
Heutzutage ist lediglich die Damenmannschaft aktiv, die in der ersten Liga des Landes spielt und 2005 die Meisterschaft gewann.

## Erfolge

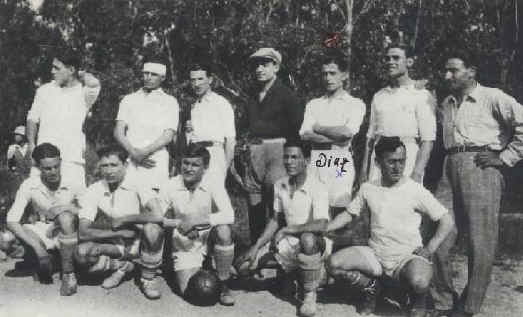
Mannschaftsbild aus dem Jahre 1932

### Herren
- Tunesische Meisterschaft (3)
  - Meister: 1930, 1931, 1933
- Tunesischer Pokal (5)
  - Sieger: 1930, 1931, 1933, 1934, 1935
- Coupe Hédi Chaker (1)
  - Sieger: 1959
- Nordafrikanische Fußballmeisterschaft
  - Finalist: 1934

### Damen
- Tunesische Meisterschaft (1)
  - Meister: 2005
  - Vizemeister: 2018
- Tunesischer Pokal:
  - Finalist: 2005, 2006, 2010, 2017, 2018, 2023
- Tunesischer Supercup (1)
  - Sieger: 2010
- Tunesischer Ligapokal (1)
  - Sieger: 2016